# Johannes in de Betouw
Johannes in de Betouw (Nijmegen, 7 januari 1732 - aldaar, 11 november 1820) was een oudheidkundige en advocaat. Ook was hij politiek actief als raadslid bij de gemeente Nijmegen (1757 - 1791) en van een invloedrijk geslacht. 

## Biografie
In de Betouw was de achter-achterkleinzoon van antiquiteitenverzamelaar Johannes Smetius (1590 - 1651) en net als Smetius was hij ook een verzamelaar van antieke oudheden. Hij kocht tijdens zijn leven veel Romeinse oudheden aan voor zijn collectie. Maar zijn interesse ging niet alleen uit naar het behoud van klein cultureel erfgoed. Hij heeft zich ook ingezet voor het behoud van de kapellen, de Sint-Nicolaaskapel ("Karolingische kapel") en de Sint-Maartenskapel ("Barbarossa-ruïne"), die in het huidige  Valkhofpark te Nijmegen staan. Deze twee kapellen zijn de enige overblijfselen van de grote burcht die ooit op de plek van het  Valkhofpark heeft gestaan en in de jaren 1796 - 1797 om economische en politieke redenen is geveild en daarna gesloopt. Aanvankelijk wilde In de Betouw de sloop verijdelen, maar hij kwam niet verder dan de gemeente van Nijmegen over te halen om slechts de twee eerder genoemde kapellen op te kopen en te bewaren.
De In de Betouwstraat in Nijmegen is naar hem vernoemd.